# ایشیکاری، هوکایدو
ایشیکاری در استان هوکایدو در کشور ژاپن واقع شده‌است که دارای جمعیت ۶۱٬۴۷۴ نفر و مساحت ۷۲۱٫۸۶ کیلومتر مربع با تراکم جمعیت ۸۵٫۲ نفر در کیلومترمربع است و در تاریخ ۱ سپتامبر ۱۹۹۶ به عنوان شهر شناخته شد.